# モンマスの戦い
モンマスの戦い（モンマスのたたかい、英: The Battle of Monmouth）は、アメリカ独立戦争中の1778年6月28日にニュージャージーのモンマス郡庁舎で、大陸軍とイギリス軍の間で戦われた戦闘である。独立戦争中のアメリカ植民地北部では最後の大会戦となった。

## 背景
1777年秋にイギリス軍がフィラデルフィアを占領する一方で、サラトガでバーゴイン将軍が降伏したために、北アメリカ派遣軍総司令官であったハウ将軍は1778年に辞職し、ヘンリー・クリントン将軍が後を継いだ。1778年2月にフランスがアメリカ側で参戦したことにより、イギリスは戦略を変えざるを得なくなった。イギリス軍のもう一つの占領地ニューヨークがフランス海軍の脅威を受けることになったため、クリントンは本国からの命令でフィラデルフィアを明け渡し、モンマスから海路ニューヨークへ向かうことになった。
大陸軍は1777年12月から半年間、バレーフォージに宿営して訓練を重ね軍隊としての形を取り戻していた。ジョージ・ワシントンはクリントンの動きを探っており、撤退するイギリス軍の後ろを衝くことにした。

## 戦闘
大陸軍はバレーフォージから東に動いた。6月28日、チャールズ・リー将軍が攻撃隊指揮を任され、イギリス軍の後衛に最初の攻撃を仕掛けた。イギリス軍がリーの側面に回って反撃に転ずると、リーはまだそれほどの銃火が交わされていなかったのにもかかわらず、全軍に退却を命じ部隊はすぐに混乱に陥ってしまった。ワシントンは意気消沈したリーを後方に下げ、自ら指揮を執って「ワシントンの前進」と後に言われた反撃を2回繰り返した。その日は大変暑い日であり、戦闘が膠着状態になると、両軍に熱中症で倒れる者が続出した。
結局、極度の疲れからクリントンは部隊に戦闘中止を命じた。ワシントンも再度攻撃を組織しようとしていたが、兵士たちが疲れており、日没近い6時ごろ戦闘が終わった。クリントンは所期の目的である撤退を完了できた。次の朝、大陸軍はイギリス軍の撤退を確認した。イギリス軍は7月1日には邪魔立てもなくサンディフックに到着し、そこからニューヨークに帰還した。
この戦闘の勝敗については明確な答えはないが、ワシントンは心の中で勝ったと思い、一方クリントンは撤退を成功させたことを重く見ていた。

## 戦いの後
この戦闘は植民地北部戦線では最後の大規模戦闘となり、また参戦した戦力からみて1日で行われた戦闘としては独立戦争中最大のものであった。さらにワシントン軍がイギリス軍と正面から向き合って大会戦を行い、負けなかったこととしてはプリンストンの戦いに続いて2度目の戦闘であった。
リーは後にニュージャージのイングリッシュタウンで軍法会議に掛けられて有罪とされ、1年間部隊指揮から外された。
ワシントン軍はニューヨークのホワイト・プレインズに移動し、両軍とも2年前の1776年の状態に戻ったことになり、睨み合いが始まった。この後北部ではストーニーポイントの戦いのような小規模の戦闘はあったものの、戦いの主戦場は他所へ移った。

## 遺産
この戦闘にはモリー・ピッチャーの伝説がある。ピッチャーは主婦であり、砲兵であった夫とともに戦場へやってきて、夫が倒れた後に大砲の操作を引き継いだというものである。事実からすればこの話は何年もの間に尾ひれをつけて面白くされたきらいがある。現在の戦場跡にはピッチャーが戦ったという場所が2ケ所ある。
公式に保存を認められていたわけではないが、マンマス戦場跡は独立戦争の史跡としては保存状態がよく残されているものの一つである。毎年6月の最後の週末に、現在のフリーホールド町とマナラパンにあるマンマス戦場跡州立公園で戦闘場面の再現が行われている。